# Prix Thalia
Pour les articles homonymes, voir Thalia.
Les prix Thalia (en tchèque : Ceny Thálie), sont décernés en Tchéquie depuis 2013 par l'Actors' Association, l'Association des acteurs tchèques.
Ce prix porte le nom de Thalia, muse de la comédie. Les cérémonies sont diffusées à la télévision et à la radio tchèque depuis 2016.
Quatre catégories sont récompensées :
- Théâtre
- Opéra
- Comédie musicale
- Ballet

## Lauréats
| Année | Théâtre                 | Théâtre            | Ballet, pantomime            | Ballet, pantomime  | Opéra, opérette, comédie musicale | Opéra, opérette, comédie musicale | Opéra, opérette, comédie musicale | Opéra, opérette, comédie musicale |
| 1993  | Pavel Pavlovský         | Pavel Pavlovský    | Petr Zuska                   | Petr Zuska         | Drahomíra Drobková                | Drahomíra Drobková                | Drahomíra Drobková                | Drahomíra Drobková                |
| 1994  | Věra Galatíková         | Václav Postránecký | Zuzana Parmová               | Jan Kadlec         | Helena Kaupová                    | Helena Kaupová                    | Ivan Kusnjer                      | Ivan Kusnjer                      |
| 1995  | Zdena Herfortová        | Jaroslav Dufek     | Markéta Plzáková             | Petr Kolář         | Yvetta Blanarovičová              | Yvetta Blanarovičová              | Luděk Vele                        | Luděk Vele                        |
| Année | Théâtre                 | Théâtre            | Ballet, pantomime            | Ballet, pantomime  | Opéra                             | Opéra                             | Opérette, comédie musicale        | Opérette, comédie musicale        |
| 1996  | Jana Hlaváčová          | Jiří Lábus         | Taťána Juřicová              | Karel Littera      | Eva Dřízgová-Jirušová             | Luděk Vele (2)*                   | Jitka Molavcová                   | Jitka Molavcová                   |
| 1997  | Alena Vránová           | Josef Somr         | Tereza Podařilová            | Petr Zuska (2)     | Eva Urbanová                      | Ivan Kusnjer (2)                  | Ludmila Machytková                | Lubomír Lipský                    |
| 1998  | Iva Janžurová           | František Němec    | Nelly Danko                  | Jiří Pokorný       | Eva Dřízgová-Jirušová (2)         | Vladimír Chmelo                   | Petra Jungmanová                  | Ladislav Županič                  |
| 1999  | Helena Čermáková        | Viktor Preiss      | Jana Kosíková-Přibylová      | Ivan Příkaský      | Dagmar Pecková                    | Roman Janál                       | Markéta Sedláčková                | Jan Ježek                         |
| 2000  | Taťjana Medvecká        | Ivan Trojan        | Kateřina Benešová- Rejmanová | Jiří Pokorný (2)   | Klaudia Dernerová                 | Valentin Prolat                   | Lucie Bílá                        | Tomáš Černý                       |
| 2001  | Blanka Bohdanová        | Josef Somr (2)     | Taťána Juřicová (2)          | Lubor Kvaček       | Simona Houda-Šaturová             | Ivan Kusnjer (3)                  | Marta Kubišová                    | Lumír Olšovský                    |
| 2002  | Taťjana Medvecká (2)    | Martin Stropnický  | Hana Litterová               | Alexandr Katsapov  | Regina Renzowa-Jürgens            | Pavel Kamas                       | Daniela Šinkorová                 | Jiří Horký                        |
| 2003  | Barbora Hrzánová        | Petr Kostka        | Tereza Podařilová (2)        | Filip Veverka      | Yvona Škvárová                    | Jan Vacík                         | Stanislava Topinková- Fořtová     | Jiří Korn                         |
| 2004  | Vanda Hybnerová         | Boris Rösner       | Zuzana Susová                | Michal Štípa       | Katarina Jorda Kramolišová        | Peter Straka                      | Daniela Šinkorová (2)             | Dušan Vitázek                     |
| 2005  | Kateřina Holánová       | Ivan Řezáč         | Tereza Podařilová (3)        | Jiří Kodym         | Eva Urbanová (2)                  | Jurij Gorbunov                    | Tereza Bebarová                   | Tomáš Šulaj                       |
| 2006  | Vilma Cibulková         | David Prachař      | Adéla Pollertová             | Jan Fousek         | Kate Aldrich                      | Johannes Chum                     | Radka Coufalová Vidláková         | Tomáš Töpfer                      |
| 2007  | Simona Stašová          | Erik Pardus        | Nikola Márová                | Michal Štípa (2)   | Anda-Louise Bogza                 | Gianluca Zampieri                 | Pavla Břínková                    | Petr Štěpán                       |
| 2008  | Petra Hřebíčková        | Norbert Lichý      | Nataša Novotná               | Vladimír Gončarov  | Dana Burešová                     | Wej Lung-tchao                    | Zuzana Kolářová                   | Vlastimil Zavřel                  |
| 2009  | Kateřina Burianová      | Martin Pechlát     | Ivona Jeličová               | Zdeněk Mládek      | Csilla Boross                     | Pavel Vančura                     | Markéta Tallerová                 | Petr Gazdík                       |
| 2010  | Květa Fialová           | Jiří Štěpnička     | Zuzana Pokorná               | Richard Kročil     | Christina Vasileva                | Richard Haan                      | Dagmar Sobková-Dasha              | Marian Vojtko                     |
| 2011  | Helena Dvořáková        | Václav Neužil      | Miho Ogimoto                 | Jan Fousek (2)     | Anna Klamo                        | Jacek Strauch                     | Monika Absolonová                 | Dušan Vitázek (2)                 |
| 2012  | Gabriela Míčová         | Richard Krajčo     | Lucie Skálová                | Roberts Skujenieks | Jana Šrejma Kačírková             | Aleš Briscein                     | Hana Holišová                     | Jan Kříž                          |
| 2013  | Tereza Vilišová         | Petr Mikeska       | Marta Drastíková             | Ondřej Vinklát     | Jana Šrejma Kačírková (2)         | Jiří Přibyl                       | Lucie Bergerová                   | Marek Holý                        |
| 2014  | Vilma Cibulková (2)     | Michal Isteník     | Tereza Podařilová (4)        | Richard Ševčík     | Ivana Veberová                    | Aleš Briscein (2)                 | Hana Fialová                      | Tomáš Savka                       |
| 2015  | Zora Valchařová-Poulová | Radim Madeja       | Kristýna Němečková           | Viktor Konvalinka  | Iordanka Derilova                 | Jaroslav Březina                  | Karolina Gudasová                 | Jan Kříž (2)                      |
| 2016  | Hana Tomáš Briešťanská  | Milan Kňažko       | Jui Kjotaniová               | Radim Vizváry      | Pavla Vykopalová                  | Thomas Weinhappel                 | Lenka Pavlovič                    | Josef Vojtek                      |
| 2017  | Tereza Dočkalová        | Daniel Bambas      | Nikola Márová (2)            | Ondřej Vinklát     | Maida Hundeling                   | Svatopluk Sem                     | Katarína Hasprová                 | Peter Pecha                       |
| 2018  | Lucie Trmíková          | Viktor Dvořák      | non attribué                 | non attribué       | Kateřina Kněžíková                | Ondřej Koplík                     | Martina Šnytová                   | Vojtěch Dyk                       |
| 2020  | Tereza Groszmannová     | Petr Štěpán        | non attribué                 | non attribué       | Jana Šrejma Kačírková             | Lukáš Zeman                       | Erika Stárková                    | Pavel Režný                       |
| 2021  | non attribué            | non attribué       | non attribué                 | non attribué       | non attribué                      | non attribué                      | non attribué                      | non attribué                      |
| 2022  | Veronika Korytářová     | Saša Rašilov       | non attribué                 | non attribué       | Jana Sibera                       | Martin Bárta                      | Hana Fialová (2)                  | Lumír Olšovský (2)                |
| 2023  | Karolína Baranová       | Martin Pechlát (2) | non attribué                 | non attribué       | Arnheiður Eiríksdóttir            | Jaroslav Březina (2)              | Hana Holišová (2)                 | Tomáš Savka (2)                   |
| 2024  | Kateřina Císařová       | Miloslav König     | non attribué                 | non attribué       | Soňa Godarská                     | Peter Berger                      | Markéta Schimmerová Procházková   | Lukáš Vlček                       |

| Année | Art théâtral à la télévision | Art théâtral à la télévision | Théâtre alternatif et de marionnettes | Théâtre alternatif et de marionnettes | Dance, théâtre de mouvement | Dance, théâtre de mouvement | Théâtre de marionnettes                 | Théâtre de marionnettes                 | Ballet, Dance, théâtre de mouvement | Ballet, Dance, théâtre de mouvement | Théâtre alternatif     | Théâtre alternatif     |
| 2017  | František Filip              | František Filip              |                                       |                                       |                             |                             |                                         |                                         |                                     |                                     |                        |                        |
| 2018  | Ondřej Šrámek                | Ondřej Šrámek                | Milan Hajn                            | Milan Hajn                            | Alina Nanu                  | Dominik Vodička             |                                         |                                         |                                     |                                     |                        |                        |
| 2020  | Josef Špelda                 | Josef Špelda                 | non attribué                          | non attribué                          | non attribué                | non attribué                | Ondřej Nosálek                          | Ondřej Nosálek                          | Alina Nanu (2)                      | Ondřej Vinklát (3)                  | Jakub Gottwald         | Jakub Gottwald         |
| 2021  | Jaroslav Someš               | Jaroslav Someš               | non attribué                          | non attribué                          | non attribué                | non attribué                | non attribué                            | non attribué                            | not awarded                         | not awarded                         | non attribué           | non attribué           |
| 2022  | Viktor Polesný               | Viktor Polesný               | non attribué                          | non attribué                          | non attribué                | non attribué                | Gustav Hašek                            | Gustav Hašek                            | Natalia Adamská                     | Sergio Méndez Romero                | Nela H. Kornetová      | Nela H. Kornetová      |
| 2023  | Marie Loucká                 | Marie Loucká                 | non attribué                          | non attribué                          | non attribué                | non attribué                | Jiří Kniha                              | Jiří Kniha                              | Helena Arenbergerová                | Matěj Šust                          | Becka McFadden         | Becka McFadden         |
| 2024  | Alfred Strejček              | Alfred Strejček              | non attribué                          | non attribué                          | non attribué                | non attribué                | Marek Bečka, Radek Beran et Vít Brukner | Marek Bečka, Radek Beran et Vít Brukner | Klára Jelínková                     | Patrik Holeček                      | Martina Hajdyla Lacová | Martina Hajdyla Lacová |

* ( ) Un nombre entre parenthèses suivant le nom d'un artiste indique le nombre de récompenses reçues par cet artiste.

## Prix Thalia pour l'ensemble de sa carrière
Nelly Gajerová a reçu un prix pour l'ensemble de sa carrière lors de la cérémonie de 1993, récompensant son œuvre dans le domaine de l'opérette. Aucun prix spécifique n'a été décerné depuis.
| Année | Théâtre | Ballet, pantomime          | Opéra                             | Comédie musicale                | Dance, théâtre de mouvement | Ballet, Dance, théâtre de mouvement | Théâtre alternatif |
| 1993  | Josef Kemr | non attribué               | Karel Berman                      |                                 |                             |                                     |                    |
| 1994  | Zora Rozsypalová                                                                                               | Miroslav Kůra              | Maria Tauberová                   |                                 |                             |                                     |                    |
| 1995  | Radovan Lukavský                                                                                               | Olga Skálová               | Karel Kalaš                       |                                 |                             |                                     |                    |
| 1996  | Jaroslava Adamová                                                                                              | Miroslava Figarová         | Libuše Domanínská                 |                                 |                             |                                     |                    |
| 1997  | Vlastimil Brodský                                                                                              | Viktor Malcev              | Ivo Žídek                         |                                 |                             |                                     |                    |
| 1998  | Jiřina Jirásková                                                                                               | Zora Šemberová             | Milada Šubrtová                   |                                 |                             |                                     |                    |
| 1999  | Jiří Sovák | Jaromír Petřík             | Jiří Zahradníček                  |                                 |                             |                                     |                    |
| 2000  | Stella Zázvorková                                                                                              | Marta Drottnerová          | Ivana Mixová                      |                                 |                             |                                     |                    |
| 2001  | Lubor Tokoš | Jiří Blažek                | Richard Novák                     |                                 |                             |                                     |                    |
| 2002  | Věra Tichánková                                                                                                | Vlasta Pavelcová           | Ludmila Dvořáková                 |                                 |                             |                                     |                    |
| 2003  | Otakar Brousek, Sr.                                                                                            | Jiří Žalud                 | Antonín Švorc                     |                                 |                             |                                     |                    |
| 2004  | Antonie Hegerlíková                                                                                            | Věra Vágnerová             | Marie Steinerová                  |                                 |                             |                                     |                    |
| 2005  | Lubomír Lipský                                                                                                 | Jiří Nermut                | Jaroslav Horáček                  |                                 |                             |                                     |                    |
| 2006  | Věra Kubánková                                                                                                 | Jiřina Šlezingrová-Škodová | Miloslava Fidlerová               |                                 |                             |                                     |                    |
| 2007  | Ilja Racek | Jaroslav Čejka             | Václav Zítek                      |                                 |                             |                                     |                    |
| 2008  | Marie Tomášová                                                                                                 | Růžena Mazalová            | Alena Míková                      |                                 |                             |                                     |                    |
| 2009  | Josef Karlík (en hommage)                                                                                      | Boris Hybner               | Vladimír Krejčík                  |                                 |                             |                                     |                    |
| 2010  | Jiřina Bohdalová                                                                                               | Věra Ždichyncová           | Naděžda Kniplová (refuse le prix) |                                 |                             |                                     |                    |
| 2011  | Luděk Munzar                                                                                                   | Vlastimil Harapes          | René Tuček                        |                                 |                             |                                     |                    |
| 2012  | Jana Hlaváčová                                                                                                 | Jiřina Knížková            | Helena Tattermuschová             | Karel Fiala                     |                             |                                     |                    |
| 2013  | Josef Somr | Petr Koželuh               | Zdeněk Švehla                     | Dagmar Rosíková                 |                             |                                     |                    |
| 2014  | Blanka Bohdanová                                                                                               | Dagmar Ledecká-Šebková     | Zdena Kareninová                  | Josef Zíma                      |                             |                                     |                    |
| 2015  | Stanislav Zindulka                                                                                             | Pavel Ždichynec            | Dalibor Jedlička                  | Ladislav Županič                |                             |                                     |                    |
| 2016  | Alena Vránová                                                                                                  | Marcela Martiníková        | Marcela Machotková                | Pavla Břínková                  |                             |                                     |                    |
| 2017  | Petr Kostka | Richard Böhm               | Miroslav Švejda                   | Jiří Korn                       |                             |                                     |                    |
| 2018  | Helena Kružíková, Ladislav Mrkvička                                                                            | non attribué               | Gabriela Beňačková                | Věra Vlková                     | Zdenka Kratochvílová        |                                     |                    |
| 2020  | Hana Bauerová, Josef Abrhám                                                                                    | non attribué               | Jan Malík                         | Hana Talpová                    | non attribué                | Aneta Voleská                       |                    |
| 2021  | Iva Janžurová, Zdenka Procházková, Libuše Švormová-Paterová, Jaroslav Satoranský, Alois Švehlík, Karel Urbánek | non attribué               | Eva Randová                       | Jitka Molavcová                 | non attribué                | Jaroslav Slavický                   | Ján Sedal          |
| 2022  | Veronika Forejtová, František Němec                                                                            | non attribué               | Libuše Márová                     | Galla Macků                     | non attribué                | Libuše Králová                      | Bolek Polívka      |
| 2023  | Daniela Kolářová, Stanislav Šárský                                                                             | non attribué               | Jan Hladík                        | Jiří Suchý, František Zacharník | non attribué                | Miroslava Pešíková                  | non attribué       |
| 2024  | Štěpánka Ranošová, Viktor Preiss                                                                               | non attribué               | Naďa Šormová                      | Helena Vondráčková              | non attribué                | Josef Kotěšovský                    | Jan Číhal          |

## Prix pour jeunes acteurs, prix spéciaux
| Année | Jeunes acteurs       | Prix Kolegium                | Prix de l'Académie du théâtre tchèque |
| 1995  | non attribué         | Eduard Haken (en hommage)    |                                       |
| 1996  | Jan Potměšil         | Miroslav Horníček            |                                       |
| 1997  | Petra Špalková       | Svatopluk Beneš              |                                       |
| 1998  | Jiří Langmajer       | Divadlo na Fidlovačce Prague |                                       |
| 1999  | Alena Antalová       | Ctibor Turba                 |                                       |
| 2000  | Radek Holub          | Otomar Krejča                |                                       |
| 2001  | Petra Výtvarová      | Jiří Suchý                   |                                       |
| 2002  | Ondřej Sokol         | Jaromír Pleskot              |                                       |
| 2003  | Lucie Žáčková        | Václav Havel                 |                                       |
| 2004  | Filip Čapka          | Soňa Červená                 |                                       |
| 2005  | Evellyn Pacoláková   | Pavel Šmok                   |                                       |
| 2006  | Jan Hájek            | Jiří Kylián                  |                                       |
| 2007  | Michal Čapka         | Vlasta Chramostová           |                                       |
| 2008  | Zbigniew Kalina      | Josef Topol                  |                                       |
| 2009  | Lucie Štěpánková     | Ivan Vyskočil                |                                       |
| 2010  | Ladislav Špiner      | Jiří Kout                    |                                       |
| 2011  | Tereza Dočkalová     | Josef Jelínek                |                                       |
| 2012  | Matouš Ruml          | Arnošt Moulík                |                                       |
| 2013  | Martin Siničák       | Ladislav Smoček              |                                       |
| 2014  | Lukáš Melník         | Eva Kröschlová               |                                       |
| 2015  | Pavla Janiššová      | Petr Weigl                   |                                       |
| 2016  | Veronika Lazorčáková | Jan Schmid                   |                                       |
| 2017  | Ivan Dejmal          | Jiří Srnec                   |                                       |
| 2018  | Zuzana Truplová      | non attribué                 | Zdeněk Svěrák                         |
| 2020  | Josef Láska          | non attribué                 | Jaroslav Vostrý                       |
| 2021  | Denisa Barešová      | non attribué                 | Jan Kačer                             |
| 2022  | Dalibor Buš          | non attribué                 | Martin Hilský                         |
| 2023  | Viktor Kuzník        | non attribué                 | Milan Uhde                            |
| 2024  | Kamila Janovičová    | non attribué                 | Lída Engelová                         |